# Juan de Espés
Juan de Espés y Sescomes o Despés Sescomes (Zaragoza, ¿? - Seo de Urgel, 24 de octubre de 1530) fue obispo de Gerona (1507-1508) y de Urgel (1515-1530).

## Vida
Juan de Espés pertenecía al linaje de los Espés, una familia de la nobleza aragonesa originaria de la Ribagorza. Nacido en Zaragoza, era hijo de Andrés de Espés y nieto de Pedro de Espés, ambos donzells de Lérida y señores de Alendir. Probablemente era hermano de Ramón de Espés, servidor de la reina Germana de Foix.
Las primeras noticias que se tienen de Juan de Espés son como archidiácono de la Catedral de Zaragoza. Allí se encargó de construir una capilla para su familia, donde están enterrados Ramón de Espés e Isabel Fabra, su esposa. La capilla fue finalizada en 1497, con pinturas de Antón de Anian y retablo de Joan Canos. La decoración no se conserva, a excepción de dos escudos de la familia Espés, ya que en el siglo XVII se transformó en la capilla de San Pedro de Arbués.
Fue nombrado obispo de Gerona por Julio II estando éste en Bolonia el 19 de febrero de 1507, siendo entonces todavía archidiácono de la Catedral de Zaragoza. Tomó posesión el 11 de junio de ese año y el 6 de septiembre de 1508 lo cedió a manos del sumo pontífice, quedándose con una pensión de 10 000 reales anuales sobre esta dignidad siendo ordenado obispo de Urgel en 1515.
La tumba de Juan de Espés se encuentra en la Catedral de la Seo de Urgel. En el muro de la parte derecha del crucero hay unas pinturas murales de estilo renacentista que se hicieron como parte de la decoración para la colocación de la tumba del obispo de Espés fallecido en 1530. El diseño fue encargado, cuarenta años más tarde, al escultor y pintor Jeroni Xanxo; la urna es muy sencilla realizada en madera con el escudo del obispo y las pinturas representan una arquitectura con columnas en la que hay dos figuras de tamaño natural de «llorantes» a cada lado del sarcófago; sobre el fondo pintado de negro destaca también la inclusión de elementos simbólicos funerarios como antorchas boca abajo sostenidas por putti o las ánforas rotas.